# Independența (okręg Prahova)
Independența – wieś w Rumunii, w okręgu Prahova, w gminie Gherghița. W 2011 roku liczyła 266 mieszkańców.